# Monte Tiriccu
Il monte Tiriccu è il secondo più alto rilievo del massiccio del Sulcis nella Sardegna meridionale.